# Vilcashuamán
Vilcashuamán é uma cidade do Peru, situada na região do  Ayacucho. Capital da província de Vilcas Huamán, sua população em 2017 foi estimada em 2.577 habitantes.